# QSO J0529-4351
QSO J0529-4351是一個類星體，位於繪架座，距離地球120億光年，是迄今為止觀測到的最亮天體而聞名，其亮度約為太陽的500萬億倍。其中心的黑洞質量約為170億個太陽質量，每天吸積約1個太陽質量。該類星體是使用歐洲南方天文台甚大望遠鏡發現的，並於2024年2月20日發布報告。
在2022年6月13日發布的蓋亞DR3資料中，透過自動分析，QSO J0529−4351是銀河系恆星的機率為99.98%。